# سوپر ۸ (فیلم ۲۰۱۱)
سوپر ۸ (به انگلیسی: Super 8) فیلمی علمی-تخیلی و مهیج به نویسندگی و کارگردانی جی. جی. آبرامز و تهیه‌کنندگی مشترک برایان بورک، استیون اسپیلبرگ و جی.جی. آبرامز است. در این فیلم جوئل کورتنی، ال فانینگ، آجی میچالکا و کایل چندلر بازی کرده‌اند. این فیلم از تاریخ ۱۰ ژوئن ۲۰۱۱ روی پرده سینماهای معمولی و آی مکس رفت. سوپر هشت سومین فیلمی است که جی. جی. آبرامز آن را کارگردانی کرده‌است. سوپر هشت درست مثل ساخته‌های قبلی آبرامز در ژانر علمی/خیالی است و حال و هوایی فانتزی و معمایی دارد. سوپر ۸ با استقبال بسیار خوب منتقدان همراه بود. فیلم همچنین در گیشه هم خوب عمل کرد و توجه تماشاگران را نیز جلب کرد. سوپر هشت ادای دینی به فیلم‌های ترسناک و فانتزی دهه هشتاد است و شباهت زیادی به فیلمای آن دوره خصوصاً آثار استیون اسپیلبرگ دارد. سوپر هشت در سایت متاکریتیک نمره ۷۲/۱۰۰ را دریافت کرده‌است و در روتن تومیتوز هم امتیاز ۷۵/۱۰۰ را گرفته‌است. ساخت سوپر هشت در نهایت ۵۰ میلیون دلار خرج برداشت اما فیلم در گیشه به فروش ۲۶۰٫۱ میلیونی رسید که با توجه به بودجه کم آن رقم قابل توجهی است.

## خلاصه داستان
وقایع فیلم در سال ۱۹۷۹ و در منطقه اوهایو رخ می‌دهد. جو لمب پسری کم حرف است که به تازگی مادرش را در یک حادثه دلخراش در کارخانه آهن از دست داده و به همراه پدرش که معاون کلانتر شهر است زندگی می‌کند. جو توانایی زیادی در گریم و درست کردن ماکت برای فیلم‌ها دارد و همین توانایی اش باعث می‌شود تا از طرف دوستش چارلز به یک تیم فیلمسازی بپیوندد که قصد دارند با دوربین سوپر ۸ فیلمی ترسناک دربارهٔ زامبی‌ها بسازند اما چیزی که باعث می‌شود جو میل پیدا کند تا در این کار همراه شود حضور یکی از زیباترین دختران دبیرستان بنام آلیس است که قرار است به عنوان بازیگر در فیلم همکاری کند. یک شب که گروه فیلمبرداری برای گرفتن یکی از سکانس‌ها به ایستگاه راه‌آهن می‌روند قطاری بر اثر برخورد با یک ماشین به طرز عجیبی از ریل خارج شده و منفجر می‌شود. بچه‌ها از ترس جان خود سریع از صحنه فرار می‌کنند اما وقوع اتفاقات عجیب از جمله ناپدید شدن افراد و از بین رفتن نیروی برق شهر جو را به این نتیجه می‌رساند که بین اتفاقات عجیب شهر و حادثه تصادف قطار رابطه‌ای وجود دارد…

## نام فیلم
نام فیلم اشاره به دوربین فیلمبرداری قدیمی بنام سوپر ۸ دارد که در دهه هشتاد و نود بسیار رایج بود. بسیاری از فیلمسازان معروف جهان از جمله خود جی. جی. آبرامز اولین تجربه فیلمسازی خود را با این دوربین‌های محبوب پشت سر گذاشته‌اند.

## ساخت
جی. جی. آبرامز در مصاحبه‌ای اعلام کرده بود که از مدت‌ها پیش در فکر ساختن این فیلم بوده‌است. آبرامز می‌خواست این فیلم را در سال ۲۰۰۹ بسازد اما با ساخته شدن فیلم کلاورفیلد که موضوع مشابهی با سوپر ۸ داشت (و آبرامز تهیه‌کننده اش هم بود) آبرامز دچار شک شد. سرانجام او تصمیم گرفت داستان را گسترش دهد و فیلمی بسازد که بیشتر از هیولا به شخصیت‌های اصلی توجه نشان دهد. آبرامز فیلمنامه را نوشت و آن را برای استادش استیون اسپیلبرگ فرستاد و اسپیلبرگ هم با خواندن آن تهیه‌کنندگی را قبول کند. آبرامز این فیلم را ستایشی نسبت به سینمای فانتزی دهه هشتاد می‌داند و معتقد است که هرچند در داستان هیولایی وجود دارد اما مسئله اصلی فیلم احساسات انسانی است. سوپر هشت تبدیل به اولین فیلم اورجینالی شد که کمپانی شخصی آبرامز بنام بد روبات تهیه‌کنندگی و پخش آن را بر عهده گرفت. کمپانی امبلین اینترتینمنت که متعلق به استیون اسپیلبرگ است دومین سرمایه‌گذار فیلم بود و بودجه فیلم از همین طریق تأمین شد که با فروش خوب در سینماها سود مالی خوب به این دو کمپانی داد. با تأمین بودجه فیلم وارد مراجل پیش تولید و انتخاب بازیگران شد. ال فانینگ اولین کسی بود که برای بازی در نقش آلیس تست داد و نقش را بدست آورد. آبرامز می‌خواست برای گروه نوجوان فیلمسازی از چهره‌های ناشناخته و جدید استفاده کند. آبرامز از پسرهای نوجوان زیادی تست گرفت تا سرانجام جوئل کورتنی را برای بازی در نقش «جو» انتخاب کرد. بازی کورتنی تحسین منتقدان و تماشاگران را به همراه داشت. نکته جالب در مورد مراحل ساخت فیلم این است که آبرامز به ریلی گیرفیتس و دیگر بچه‌ها دستور داد فیلم ترسناک و زامبی محوری را که قرار است بخش‌هایی از آن در سوپر هشت به نمایش دربیاید را واقعاً با این دوربین‌ها بسازند. ریلی گیرفیتس مسئول فیلم شد و این فیلم کوتاه را ساخت و نامش را «پرونده» گذاشت. در تیتراژ آخر سوپر هشت این فیلم به نمایش درمی آید.

## بازیگران
| بازیگر       | شخصیت        | نقش                                                                                                 |
| ------------ | ------------ | --------------------------------------------------------------------------------------------------- |
| جوئل کورتنی  | جو لمب       | پسر معاون کلانتر شهر است و توانایی زیادی در گریم دارد و عشقش به آلیس پیامدهای جالبی در داستان دارد. |
| ال فانینگ    | آلیس دینارد  | دختر مرد دائم‌الخمری است که باعث شده مادر جو در کارخانه جان ببازد. رابطه او با جو پیچیده و عجیب است. |
| ریلی گیرفیتس | چارلز کنزیاک | کارگردان و همه‌کاره تیم تولید است و صمیمی‌ترین دوست جو.                                               |
| رایان لی     | کری مک‌کارتی  | مسئول جلوه‌های ویِژه گروه است و سرش برای دردسر درد می‌کند.                                             |
| کایل چندلر   | جک لمب       | پدر جو و معاون کلانتر شهر است.                                                                      |
| ران الدارد   | لوئیس دینارد | پدر آلیس است. مردی دائم‌الخمر که در کارخانه به اشتباه باعث مرگ مادر جو می‌شود                         |